# Amity (contea di Berks)
Amity  è una township degli Stati Uniti d'America, nella contea di Berks nello Stato della Pennsylvania. Secondo il censimento del 2000 la popolazione è di 8.867 abitanti.

## Società

### Evoluzione demografica
La composizione etnica vede una maggioranza della razza bianca (95,68%), seguita da quella afroamericana (2,04%) dati del 2000.
| township di Amity Popolazione |        |
| 2000                          | 8.867  |
| Stima al 2009                 | 11.896 |